# Philip Hall
Philip Hall (Camden, 11 de abril de 1904 — Cambridge, 30 de dezembro de 1982) foi um matemático britânico.
Foi Professor Sadleiriano de Matemática Pura da Universidade de Cambridge, de 1953 a 1967. Sua área de interesse foi teoria dos grupos e combinatória.

## Obras
- Collected Works. Oxford, Clarendon Press 1988.
- Aufsätze im Journal für Reine und Angewandte Mathematik („Crelle's Journal“) Bd.182, 1940 (Gruppentheorie-Konferenz Juni 1939, Göttingen):
  - «Inhaltsverzeichnis mit den Vortragstiteln»
  - «Hall: Verbal and marginal subgroups.»
  - «Hall: The classification of prime-power groups.»
  - «Hall: On groups of automorphisms.»
  - «Hall: The construction of soluble groups.»